# Si les parets parlessin 2
Si les parets parlessin 2 (títol original en anglès If These Walls Could Talk 2) és un telefilm estatunidenc de 2000. Segueix tres trames diferents sobre parelles de lesbianes en tres èpoques diferents. Com a l'original Si les parets parlessin, que parla sobre l'avortament, totes les històries passen a la mateixa casa. Els segments estan dirigits per Jane Anderson, Martha Coolidge i Anne Heche, respectivament.
Vanessa Redgrave va guanyar l'Emmy i el Globus d'Or a la millor actriu secundària pel seu paper d'Edith Tree en el telefilm.

## Argument

### 1961
Una parella anciana, Edith (Vanessa Redgrave) i Abby (Marian Seldes) estan en un cinema veient la pel·lícula de temàtica lèsbica The Children's Hour, amb Shirley MacLaine i Audrey Hepburn; de sobte, una altra parella a qui ha desagradat l'escena marxa del cinema, i un grup de nens riuen quan veuen que Edith i Abby s'estan agafant de les mans. Més tard, a la casa que han compartit durant 30 anys Abby, que intenta alimentar un ocellet que hi ha en un niu, cau des de dalt de l'escala. A l'hospital, els metges diuen a Edith que Abby pot haver patit un vessament cerebral; Edith passa la nit a la sala d'espera i al matí s'assabenta que Abby ha mort durant la nit, i que cap dels treballadors de l'hospital no la va informar del que havia passat.
Edith telefona en Ted (Paul Giamatti), el nebot d'Abby, per donar-li la notícia. Abans que Ted i la seva família arribin per al funeral, Edith treu de la casa totes les fotografies i resta de coses que eren de la parella i arregla un dormitori a part, per tal que ningú no sospiti de la seva relació. Un cop són tots a casa, Ted i Edith tenen una xerrada sobre el fet que aquesta estigués a nom d'Abby, ja que el nebot la vol en herència; però encara que Edith contribuïa igualment a la hipoteca, legalment no li correspon cap part de la casa. Mentre Alice (Elizabeth Perkins) empaqueta les pertinences d'Abby, Ted li diu a Edith que pot quedar-se a la casa i pagar-li un lloguer a ell, però ella li respon que Abby hagués volgut que ella es quedés a la casa, i que és el que sempre havien dit. Ted finalment li diu que vendrà la casa i que seria millor que ella trobés un altre lloc per viure, però que esperarà fins que ella el trobi abans de posar-la al mercat. La família marxa, i Ted li diu a Edith que es posarà en contacte amb ella en un parell de setmanes per parlar de què farà.

### 1972
Linda (Michelle Williams), una estudiant jove, comparteix la casa amb tres amigues lesbianes. Entren en conflicte amb el grup feminista del que són part quan les altres noies no volen incloure assumptes lèsbics malgrat el fet que Linda i les seves amigues van ajudar a muntar el grup i lluitar per la contracepció gratuïta al campus amb les seves amigues heterosexuals.
Una nit surten i van a un bar de lesbianes al qual no han estat mai abans, i se sorprenen i deceben en veure dones que segueixen els rols tradicionals de butch i femme, i es riuen d'Amy (Chloë Sevigny), una jove noia butch que porta corbata. Amy li demana a Linda per ballar davant de les seves amigues, però aquesta rebutja l'oferiment; quan les altres marxen Linda decideix quedar-se i ballar amb Amy. Aquesta porta Linda a casa en la seva motocicleta i es besen, i Linda convida Amy a tornar l'endemà.
L'endemà Linda i les altres estan discutint amb una dona del grup feminista quan arriba Amy. Linda sent vergonya i es mostra freda amb ella, que marxa ràpidament. Les amigues de Linda li fan broma sobre Amy i li pregunten com poden prendre-les seriosament com feministes si van amb gent com Amy; no poden entendre per què una dona es vestiria com un home quan han lluitat tan durament per tal d'evitar aquests papers estereotipats.
Al vespre Linda va a casa d'Amy per disculpar-se, i finalment fan l'amor. L'endemà al matí Linda veu una fotografia d'Amy de petita, vestida com un nen, i li pregunta si se suposa que en aquella relació Amy és l'home i Linda la dona. Amy diu que no, i acusa Linda de tenir por que la gent sàpiga què és si la veuen amb ella. Amy va a casa de Linda per a sopar, i Linda demana a les seves amigues que li donin una oportunitat a Amy, però aquestes fan sentir Amy incòmoda i el vespre es deteriora encara més quan la critiquen i intenten fer-la canviar de roba. Amy marxa molesta, i Linda la segueix casa seva i li diu que no ha estat mai avergonyida d'ella, sinó només de si mateixa, i finalment es reconcilien.

### 2000
La casa està habitada ara per Fran (Sharon Stone) i Kal (Ellen DeGeneres), una parella que vol tenir una criatura juntes. Esperen obtenir una donació d'esperma de Tom (George Newbern) i Arnold (Mitchell Anderson), una parella gai, però quan aquests es mostren reticents a acceptar quedar-se fora de la vida de la criatura, les dones decideixen no continuar. Més tard, Kal diu a Fran que prefereix no conèixer el pare de la criatura, i accepten utilitzar un donant anònim; busquen donants per Internet i troben una empresa que poden fer servir. Mirant els inacabables perfils dels potencials donants, Kal se sent decebuda pel fet que ella mateixa no pugui deixar embarassada la seva parella.
Quan descobreixen que Fran està ovulant, Kal va ràpidament a l'empresa donant per aconseguir l'esperma; insemina Fran, però sense èxit. Comparteixen les seves preocupacions per al seu nen: saben que la seva criatura patirà discriminació, però esperen que el seu amor per l'altre i el seu nen sigui prou. Després de tres intents per aconseguir quedar-se embarassada van a una ginecòloga que les ajudi a concebre, i poc després descobreixen que finalment Fran està embarassada.

## Repartiment
1961
- Vanessa Redgrave: Edith Tree
- Marian Seldes: Abby Hedley
- Paul Giamatti: Ted Hedley
- Elizabeth Perkins: Alice Hedley
- Jenny O'Hara: Marge Carpenter
- Marley McClean: Maggie Hedley

1972
- Michelle Williams: Linda
- Chloë Sevigny: Amy
- Nia Long: Karen
- Natasha Lyonne: Jeanne
- Heather McComb: Diane
- Amy Carlson: Michelle
- Lee Garlington: Georgette

2000
- Sharon Stone: Fran
- Ellen DeGeneres: Kal
- Regina King: Allie
- Kathy Najimy: ginecòloga
- Mitchell Anderson: Arnold
- George Newbern: Tom

## Guardons
Premis
- 2000: Primetime Emmy a la millor actriu secundària en minisèrie o telefilm per Vanessa Redgrave
- 2001: Globus d'Or a la millor actriu secundària en sèrie, minisèrie o telefilm per Vanessa Redgrave
- 2000: Premi del Públic a la millor pel·lícula al Festival Internacional de Cinema Lèsbic i Feminista de París[2]

Nominacions
- 2000: Primetime Emmy al millor telefilm per Suzanne Todd, Jennifer Todd, Ellen DeGeneres i Mary Kane
- 2000: Primetime Emmy al millor guió per minisèrie o telefilm per Jane Anderson
- 2000: Primetime Emmy al millor càsting en minisèrie, pel·lícula o especial per John Papsidera